# XXVII Korpus Armijny (III Rzesza)
XXVII Korpus Armijny – korpus piechoty Wehrmachtu, uczestniczył w agresji na Francję oraz ataku na Związek Radziecki.
Jednostka został sformowana 26 sierpnia 1939 roku w  Monachium, jako korpus armijny. Uczestniczyła w 1940 roku w agresji na Francję. XXXVII KA w składzie 218 DP, 221 DP i 239 DP atakował wojska francuskie na linii Maginota. Walki miały miejsce w rejonie Baltzenheim, Marckolsheim i Urschenheim.  W 1941 roku XXXVII KA uczestniczył w ataku na Związek Radziecki. W lipcu 1944 roku XXVII KA został rozbity przez Armię Czerwoną pod Mińskiem. Pod koniec lipca został odtworzony i nadal walczył przeciw Armii Czerwonej. W 1945 roku wchodził w skład 2 Armii.
Resztki rozbitych dywizji XXVII Korpusu Armijnego w rejonie Gdańska, oddały się do niewoli Armii Czerwonej. 

## Struktura organizacyjna
Skład korpusu w 1940 roku:
- 218 Dywizja Piechoty
- 221 Dywizja Piechoty
- 239 Dywizja Piechoty

Skład korpusu w 1945 roku:
- 35 Dywizja Piechoty[5]
- 252 Dywizja Piechoty[6]
- 542 Dywizja Grenadierów Ludowych[7]